# Cabana de volta del Cunyé de Viver
La Cabana de volta del Cunyé de Viver és una obra de Ivorra (Segarra) inclosa a l'Inventari del Patrimoni Arquitectònic de Catalunya.

## Descripció
Cabana de volta situada enmig d'un camp de conreu, realitzada amb pedra del país col·locada en sec, amb la façana posterior i part dels costats excavats al terrer natural, de planta rectangular i amb volta de canó rebaixada, realitzada amb lloses de pedra i terra per donar major resistència. La porta d'entrada està formada per llinda superior flanquejada per dues petites obertures.

## Història
La construcció d'aquestes cabanes es pot situar entre mitjan segle xviii i mitjan segle xx. Però hi ha un moment de construcció més intens entre mitjan segle xix i principis del següent a causa de l'augment de la superfície conreada.